# イオンバイク
イオンバイク（英: AEON BIKE）は、イオングループが運営する自転車専門店。本項ではイオンサイクルショップ（英: AEON CYCLE SHOP）及び企業としてのイオンバイク株式会社についても記述する。

## 概要
もともと、イオングループでは、総合スーパー店舗の一角に自転車コーナーを設置していたが、近年のGMS改革の流れもあって、自転車部門の専門店化および路面店への積極的な展開を決定。まず、イオン九州が2010年1月26日に「イオンサイクルショップ石丸店」を開業。その後、イオン琉球も同じブランド名で追随する。
2011年にはイオンリテールが「イオンバイク」ブランドでの展開を開始。2012年には、関東地区のイオンバイク店舗をイオンバイク株式会社に分社化した。後に、イオン九州運営の店舗は「イオンバイク」に店舗ブランドを統一している。
2013年3月15日にはイオン北海道がこれまで未展開だった北海道地区に同地区1号店となる「イオンバイク北見店」をオープンし、事業展開を開始した。
なお、イオンの一部店舗では自転車コーナーを「イオンバイク」の独立店舗として近隣に移転していることもある。
2013年12月20日、イオンバイク社が「サイクルテラス」ブランドの店舗をイオンモール幕張新都心（千葉県千葉市）内に開店。「体験・発見型サイクルショップ」を称し、スポーツバイクおよび関連商品を取り扱う（近接して従来型の「イオンバイク」店舗も設置する）。 2016年9月22日にはサイクルテラスの2店舗目として熱田店（愛知県名古屋市、イオンモール熱田アネックス内）が開店した。

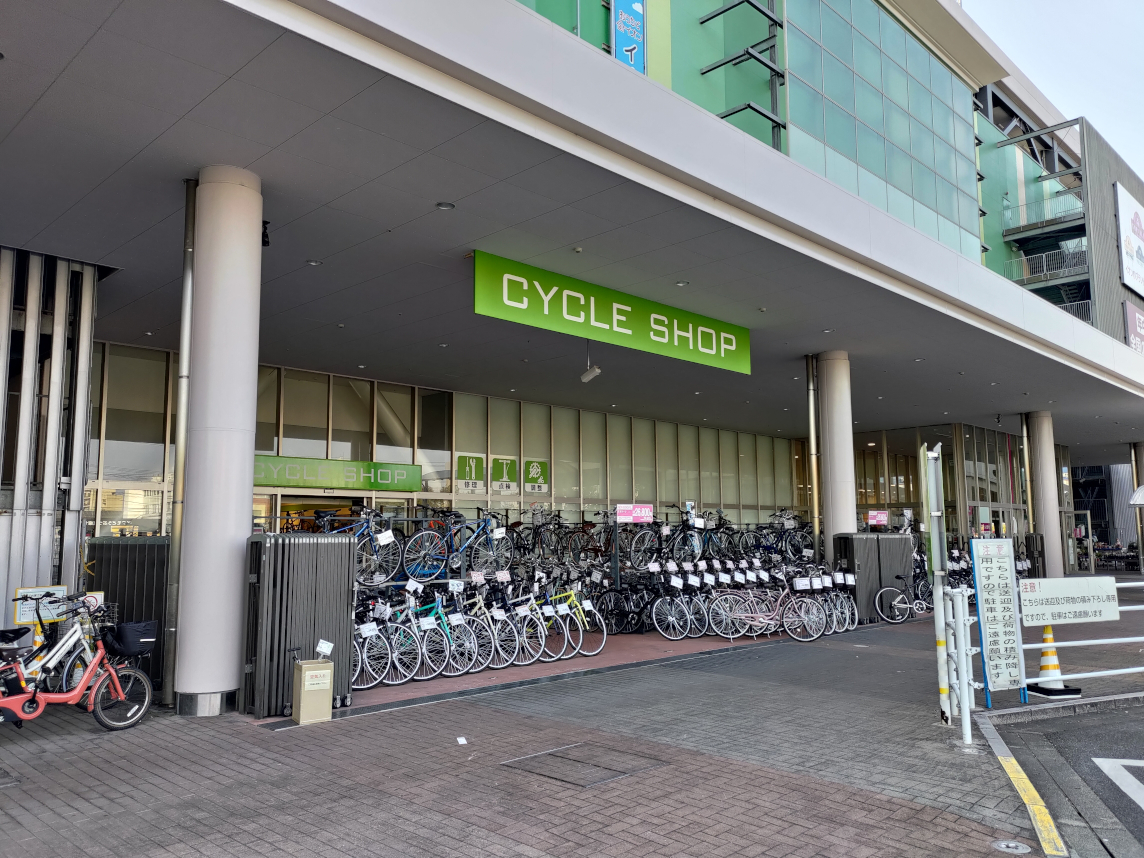
サイクルショップ ワンダーシティ店
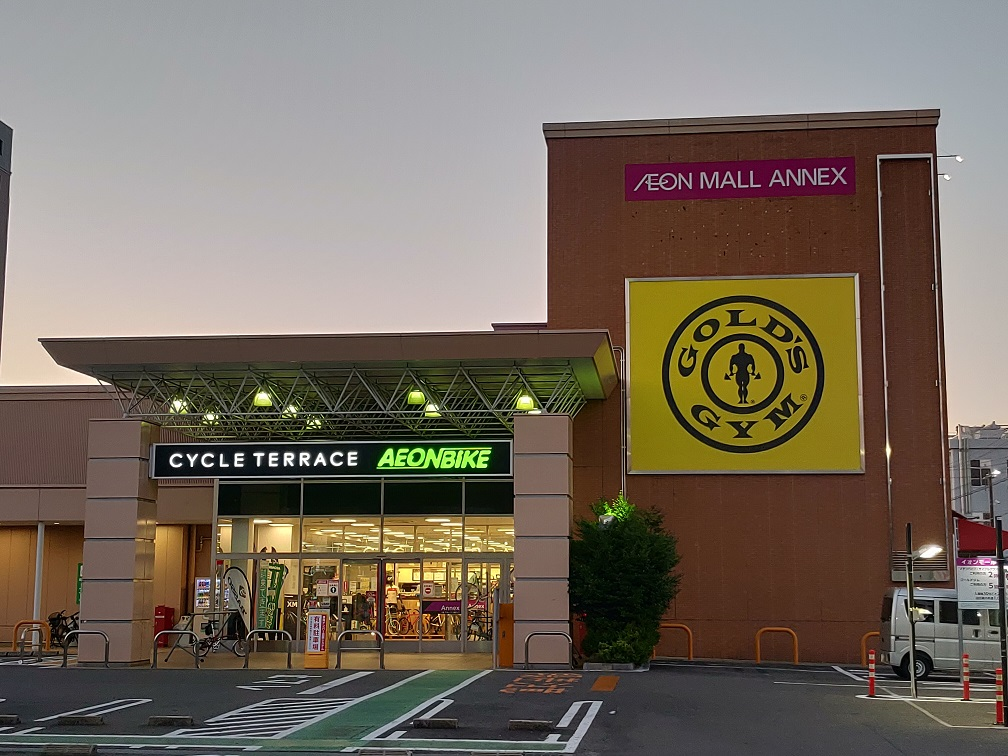
サイクルテラス熱田店（イオンバイク熱田店と隣接）

## 運営会社
地域によって運営会社が異なる。このため、イオンバイク及びその完全親会社であるイオンリテールが直接統括しない北海道地区のイオンバイクでは、購入後2年間は修理工賃・パーツ購入の割引や点検・調整が無料で受けられ、防犯登録と「プレゼント保険（賠償責任1年間、傷害1年間、盗難2年間）」が付帯される「自転車あんしんパック」の提供がない。なお、九州地区ではこれまで「自転車あんしんパック」とほぼ同内容（修理代金の割引率が異なる程度）の「イオンあんしんサポートパック」が提供されていたが、現在はイオンバイク・イオンリテール運営店舗と同じように「自転車あんしんパック」に統一されている。
- イオン北海道株式会社
  - 北海道地区のみを担当。
- イオンバイク株式会社
  - 本州、及び四国地区を担当。「イオンバイク」と「サイクルテラス」の両ブランドを運営。
- イオン九州株式会社
  - 九州地区のみを担当。「イオンバイク」と「イオンサイクルショップ」の両ブランドが併存していたが、「イオンサイクルショップ」を順次「イオンバイク」に屋号変更したことで店舗ブランドを「イオンバイク」に統一した。
- イオン琉球株式会社
  - 沖縄県のみを担当。現在、「イオンバイク」ブランドは使用していない。

## 企業としてのイオンバイク
イオンバイク株式会社（AEON BIKE CO.,LTD.）は、千葉県千葉市美浜区の幕張新都心に本社を置く、総合スーパー（GMS）改革の一環として、広い売り場面積かつ、専門性の高い品揃えを提供する「専門店化」に向け、イオンリテールから分社化した第一号企業。
イオンやイオンモールをはじめとしたグループ店舗内に出店しているほか、路面店にも積極的に進出している。

## 店舗
2024年9月時点での店舗数は以下の通り
- イオンバイク - 289店舗

北海道5、岩手県1、宮城県8、山形県3、福島県3(他臨時休業1)、茨城県5、栃木県3、群馬県2、埼玉県26、千葉県28、東京都16、神奈川県18、新潟県5、富山県1、石川県5、山梨県1、長野県6、岐阜県6、静岡県6、愛知県25、三重県11、滋賀県2、京都府5、大阪府17、兵庫県18、奈良県7、和歌山県2、鳥取県2、島根県2、岡山県3、広島県8、徳島県1、香川県4、愛媛県3、高知県1、福岡県15、佐賀県2、長崎県1、熊本県5、大分県2、宮崎県2、鹿児島県3
- イオンサイクルショップ - 12店舗

岩手県1、宮城県3、秋田県1、岩手県3、千葉県1、神奈川県2、三重県1
- サイクルテラス - 2店舗

千葉県1、愛知県1

詳細は公式サイト内の店舗検索を参照。

## 閉店した店舗

### 東北地区

#### 岩手県
- 盛岡駅前北通店（盛岡市、2011年12月22日開店 - 2015年2月8日閉店）

マックスバリュ東北運営のマックスバリュ盛岡駅前北通店内に出店していた。

#### 宮城県
- 仙台サンモール一番町店（仙台市青葉区、2012年4月21日開店 - 2015年10月31日閉店）
- 多賀城伝上山店（多賀城市、2012年10月13日開店 - 2013年11月20日閉店）

### 関東地区

#### 茨城県
- 下市店（水戸市、2012年2月4日開店 - ）
- イオンタウン水戸南店（東茨城郡茨城町、2012年3月23日開店 - ）

#### 埼玉県
- 所沢東新井店（所沢市、2012年1月28日開店 - ）
- かすかべ東店（春日部市、2012年4月13日開店 - 2016年2月21日閉店）
- 鴻巣吹上店（鴻巣市、2013年9月14日開店 - ）

#### 千葉県
- 南船橋店（船橋市、2011年2月25日開店 - 2016年2月14日閉店）
- 美浜幸町店（千葉市美浜区、2011年12月9日開店 - 2016年2月28日閉店）

#### 東京都
- 中野若宮店（中野区、2012年9月7日開店 - ）
- 大島明治通り店（江東区、2013年6月1日開店 - 2015年6月21日閉店）

#### 神奈川県
- 駒岡店（横浜市鶴見区、2012年3月9日開店 - ）

イオン駒岡店内に出店していた。

### 北陸地区

#### 富山県
- 富山山室店（富山市、2013年4月24日開店 - 2016年5月22日閉店）

### 東海地区

#### 愛知県
- 有松店（名古屋市緑区）

イオンタウン有松内に出店していた。

### 近畿地区

#### 京都府
- 京都西店（京都市右京区、2016年4月6日閉店）

イオン京都西店内に出店していた。

#### 大阪府
- 八尾南店（八尾市）
- 泉佐野奏店（泉佐野市）
- 平野駅前店（大阪市）
- 布施店（東大阪市）
- 北花田店（堺市）
- 緑橋店（大阪市）
- スポーツ大阪店（大阪市西区京町堀1ｰ4ｰ16）
- 貝塚店（貝塚市）
- 豊中店（豊中市）
- 南千里店（吹田市）

#### 兵庫県
- 三木青山店（三木市）

イオン三木青山店内に出店していた。
- イオンタウン明石店（明石市、2012年5月12日開店 - 2014年12月閉店）

#### 奈良県
- いかるが店（生駒郡斑鳩町、2015年閉店）

イオンいかるが店内に出店していた。

### 中国地区

#### 岡山県
- 倉敷笹沖店（倉敷市、2016年5月31日閉店）

ザ・ビッグ倉敷笹沖店内に出店していた。

#### 広島県
- 福山曙店（福山市）
- 福山春日店（福山市、2023年閉店）

### 九州地区

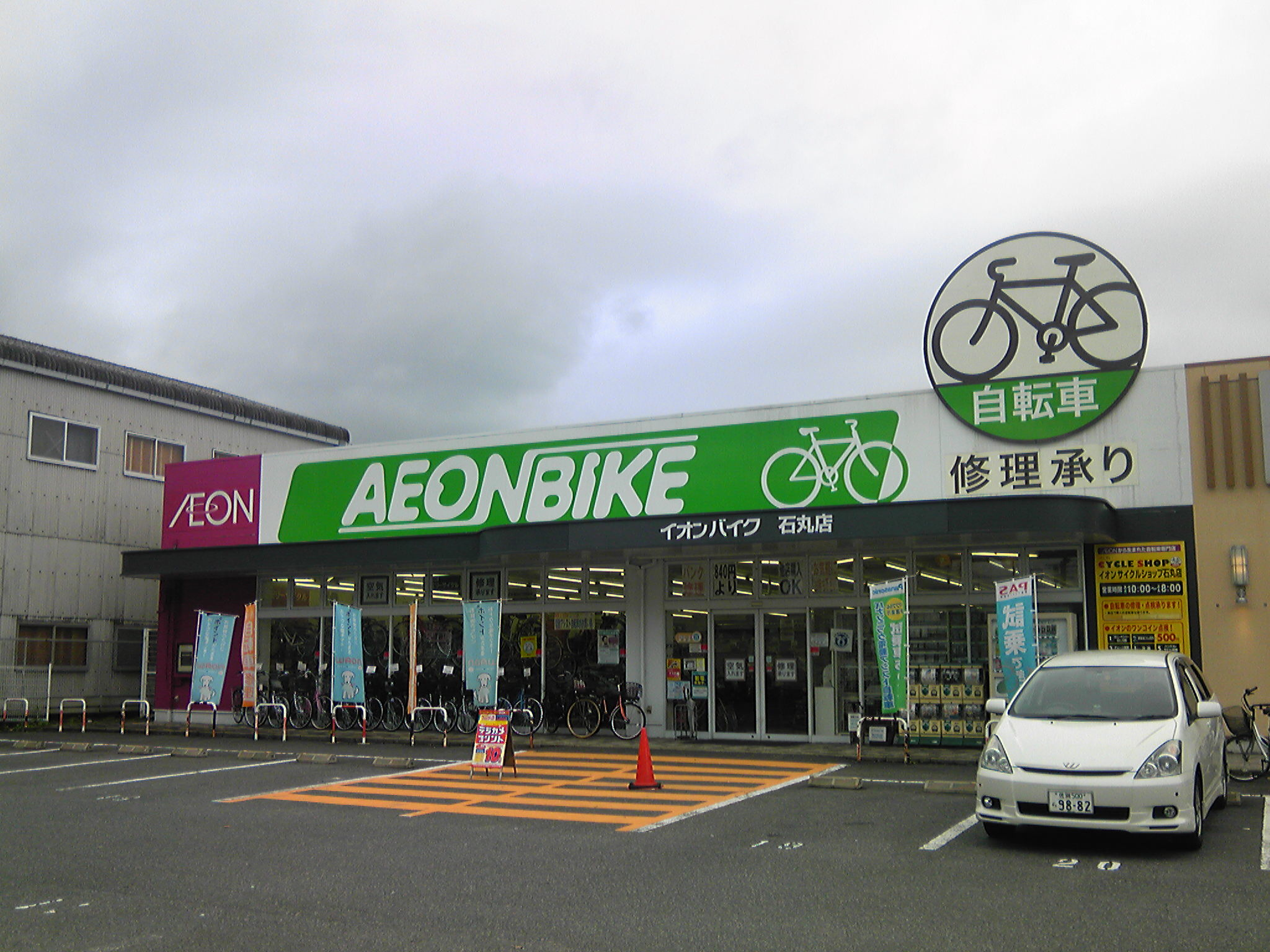
イオンバイク石丸店
（福岡市西区・2013年10月9日撮影）

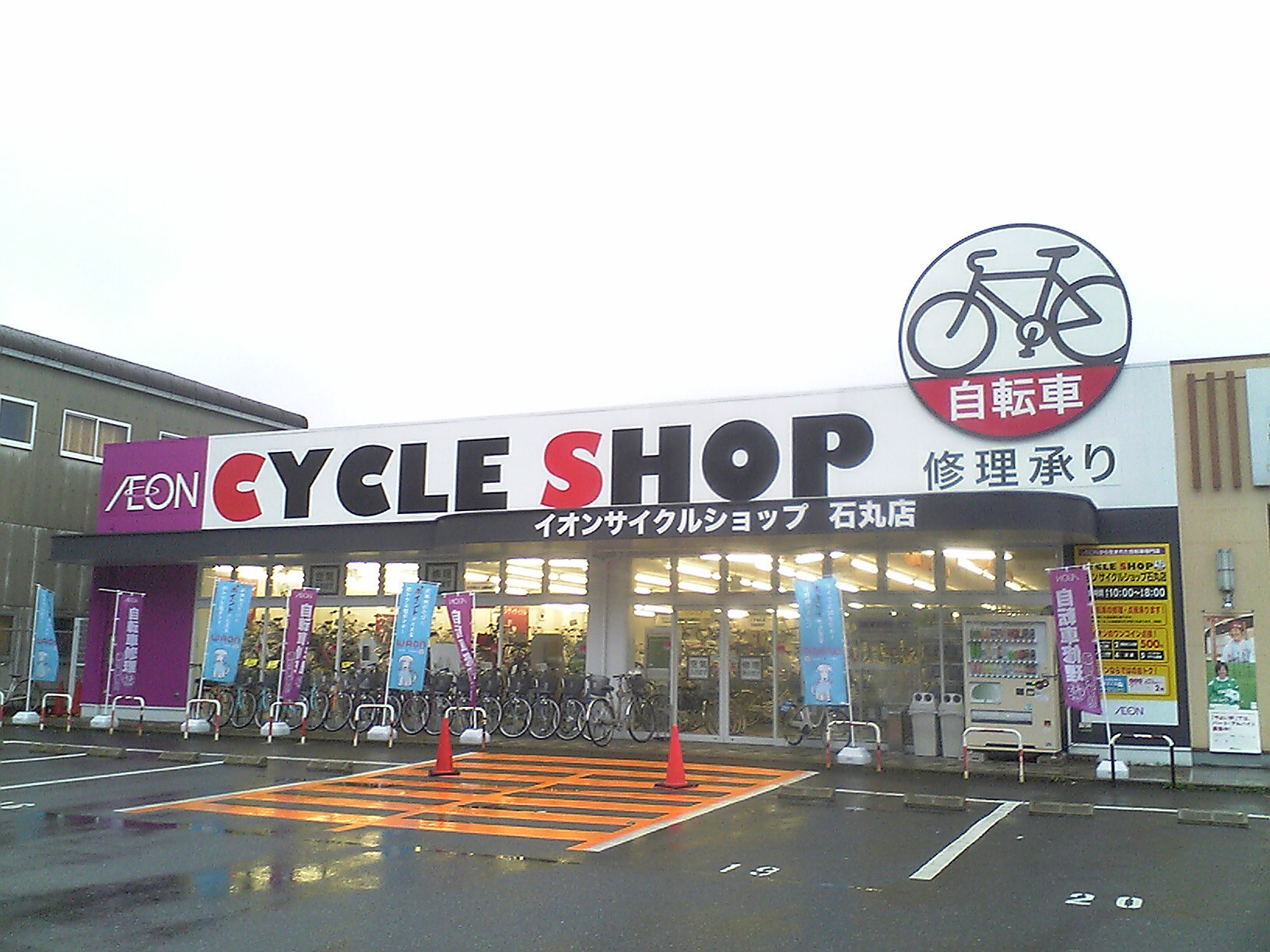
イオンサイクルショップ石丸店時代
（2010年2月26日撮影）

#### 福岡県
- 石丸店（福岡市西区、2010年1月26日開店 - 2016年11月20日閉店[8]）

前述のとおり、イオングループにおける自転車専門の路面店1号店で、開業当初は「イオンサイクルショップ」として営業していた。
- 南が丘店（大野城市、2010年3月4日開店 - 2012年12月閉店）

開業当初は「イオンサイクルショップ」として営業していた。
- 野芥店（福岡市城南区、2011年2月9日開店 - 2014年5月20日閉店）

開業当初は「イオンサイクルショップ」として営業していた。
- 香椎駅前店（福岡市東区、2011年5月28日開店 - 2014年閉店）

開業当初は「イオンサイクルショップ」として営業していた。
- フレスポ花見が丘店（福津市、2011年7月29日開店 - 2015年閉店）
- 福津店（福津市、2012年4月26日開店 -）

イオンモール福津内に出店していた。

#### 大分県
- 日田店（日田市、2012年3月16日開店 - 2014年8月10日閉店）

大分県における「イオンバイク」1号店であったが、約2年5ヶ月で閉店となり同県から撤退した。

#### 熊本県
- 水前寺店（熊本市中央区水前寺、2011年3月26日開店 - 2014年8月20日閉店）
- 健軍店（熊本市中央区、2011年7月12日開店 - 2016年5月17日閉店）

2016年4月に発生した平成28年熊本地震の影響で臨時休業となり、その後営業再開することなく閉店となった。

## 主な競合企業
- あさひ